# Speckkarspitze
De Speckkarspitze is een 2621 meter hoge bergtop in de Gleirsch-Halltal-keten in het Karwendelgebergte in het district Innsbruck Land in de Oostenrijkse deelstaat Tirol.
De top is via het Hallerangenrhaus in het Hinterautal (1768 meter) of via het Halltal over de Lafatscherjoch (2081 meter) te bereiken. Door de gladde rotsen van de noordwand voeren allerlei zware klimtochten.